# John Anderson (filosof)
John Anderson, född 1 november 1893 i Stonehouse, Lanarkshire, Skottland, död 6 juli 1962, var en australisk filosof.

## Biografi
Anderson började vid universitet i Glasgow 1911 och intresserade sig först för matematik och fysik, men vände sig till filosofin och tog M.A.-examen 1917. Han föreläste i Cardiff 1918-1919, Glasgow 1919-1920 och Edinburgh 1920-1927. 1927 blev Anderson utnämnd till professor i filosofi vid universitetet i Sydney, där han i stort sett stannade till pensionen 1958. Han hade nästan inga personliga kontakter med filosofer i England, vilka han betraktade med misstänksamhet. Den akademiska karriären var också stormig och han polemiserade ofta mot företeelser som kristendom, socialt välfärdsarbete, patriotism, censur och kommunism (även om han under en kort tid varit medlem i kommunistpartiet). En del försök gjordes att frånta honom professorstiteln.

## Filosofi
Till skillnad från många av sina samtida var inte Anderson avogt inställd till filosofisk etikettering. Han var beredd att beskriva sig själv som empirist, realist, pluralist, determinist, materialist eller positivist; men oftast i en något individuell bemärkelse. Han kallade sig till exempel empirist, trots att han avvisade en vanlig definition på detta, nämligen att våra upplevelser består av "sinnesdata". För Anderson bestod empirism i avvisandet av att det finns något "högre" eller "lägre" än de komplexa sakförhållanden som möter oss i vardagliga upplevelser.
I sin estetik ansåg Anderson att skönheten hos ett konstverk är oberoende av betraktaren, liksom han inom etiken ansåg att handlingar är goda eller onda i sig själva. I sin politiska filosofi förkastade han bl.a. social ingenjörskonst.

## Inflytande
Andersons idéer presenterades främst i The Australasian Journal of Philosophy och genom hans inflytelserika föreläsningar på universitetet i Sydney, vid vilket han grundade vad som har beskrivits som den enda inhemska filosofiska skolan i Australien. Bland de filosofer som på ett eller annat sätt influerats av Anderson kan nämnas David Malet Armstrong, A.J. Baker, Eugene Kamenka, J.L. Mackie, P.H. Partridge och John Passmore.